# الحمولة مدفوعة إلى

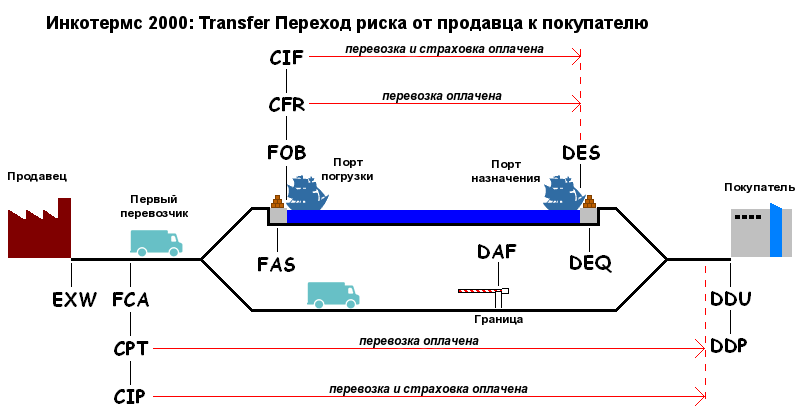

الحمولة مدفوعة إلى (CPT) هو مصطلح تجاري دولي يعني أن يدفع البائع للحمولة إلى نقطة الوصول. تنتقل المخاطر إلى المشتري بمجرد تسليم البضاعة إلى الناقل الأول.